# Borda-kúpele
Borda-kúpele je malá rekreačně-lázeňská osada v Slanských vrších, v podcelku Mošník, při Bordianském potoku.
Je administrativní součástí obce Košický Klečenov, která je vzdálena 4,5 km na jihozápad.
Osada leží v lesnatém prostředí v blízkosti horského přechodu Dargovského průsmyku (severně od něj). Zdejší lázně místního významu sloužily k léčení revmatických chorob.
V současnosti přívlastek lázně pro tuto usedlost je už jen dávná historie. Toto místo jako lázně fungovalo ještě před druhou světovou válkou. Šlo o vanové koupele. Návštěvníci byly z různých vrstev obyvatelstva. Chodili sem nejen majetní lidé. Tehdy, když na vesnicích lidé neměli vodovod, koupelnu, tak taková koupel ve vaně byla pro ně vzácná. Borda byla oblíbeným výletním místem hlavně pro obyvatele z nedalekých Sečoviec i po druhé světové válce.
Osada je lokalizovaná 2,5 km na sever od hlavní silnice I / 19, prochází jí modře značený turistický chodník z obce Vyšná Kamenica na Dargovský průsmyk.